# Michael Robertson (zakenman)

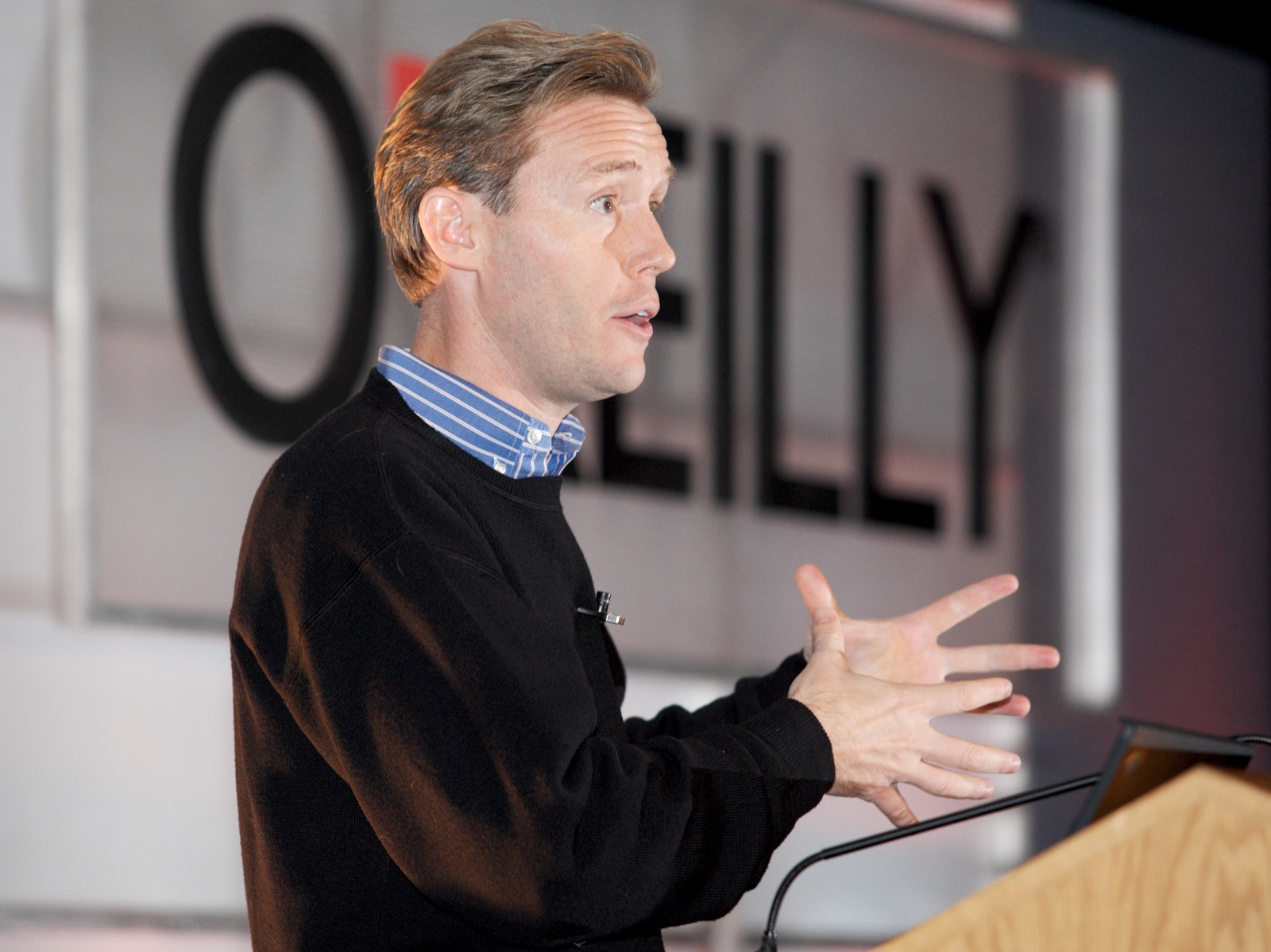
Michael Robertson bij O'Reilly Emerging Telephony Conference in 2006.

Michael Robertson (geboren in 1968) is een Amerikaans zakenman.

## MP3.com
Robertson stichtte eind 1997 de website MP3.com. De website was tussen 1999 en 2003 erg populair bij onafhankelijke muzikanten om hun muziek op de markt te brengen. De site had op haar hoogtepunt 25 miljoen geregistreerde gebruikers die dagelijks meer dan 4 miljoen MP3-bestanden afspeelden. Vanwege grote financiële verliezen door een rechtszaak verkocht Robertson MP3.com aan het Franse Vivendi, die het op haar beurt uiteindelijk verkocht aan CNET.

## Linspire
Met de opbrengst waagde Robertson zich aan een heel nieuw project. Hij startte het bedrijfje Lindoz, dat een alternatief wilde bieden voor Microsoft Windows. Hij hernoemde het bedrijfje echter al snel naar Lindows. Hij kreeg af te rekenen met Microsoft, dat het een inbreuk vond op de registreerde handelsmerken. De twee partijen kwamen al snel tot een akkoord, en Robertson werd ervan beschuldigd deze confrontatie te hebben uitgelokt als publiciteit.
Onder druk van Microsoft veranderde Lindows op 14 april 2004 haar naam in Linspire.

## Ajaxlaunch
Opnieuw waagt Robertson zich aan een nieuw project. Dit keer wil hij voor 2 maanden om de week de woensdag een nieuwe webapplicatie in AJAX geschreven uitbrengen. Hij had toen al ajaxWrite (een online tekstverwerker), ajaxSketch (een online tekenprogramma in SVG), eyespot (een online video bewerking programma), ajaxXLS (een online xls editor) en ajaxTunes ( online luisteren naar je eigen music). Als klap op de vuurpijl verscheen ajaxWindows. Dit is een platform zoals Windows of Linux, maar dan online. Alle vorige applicaties kunnen erin draaien.